# The Hush Sound

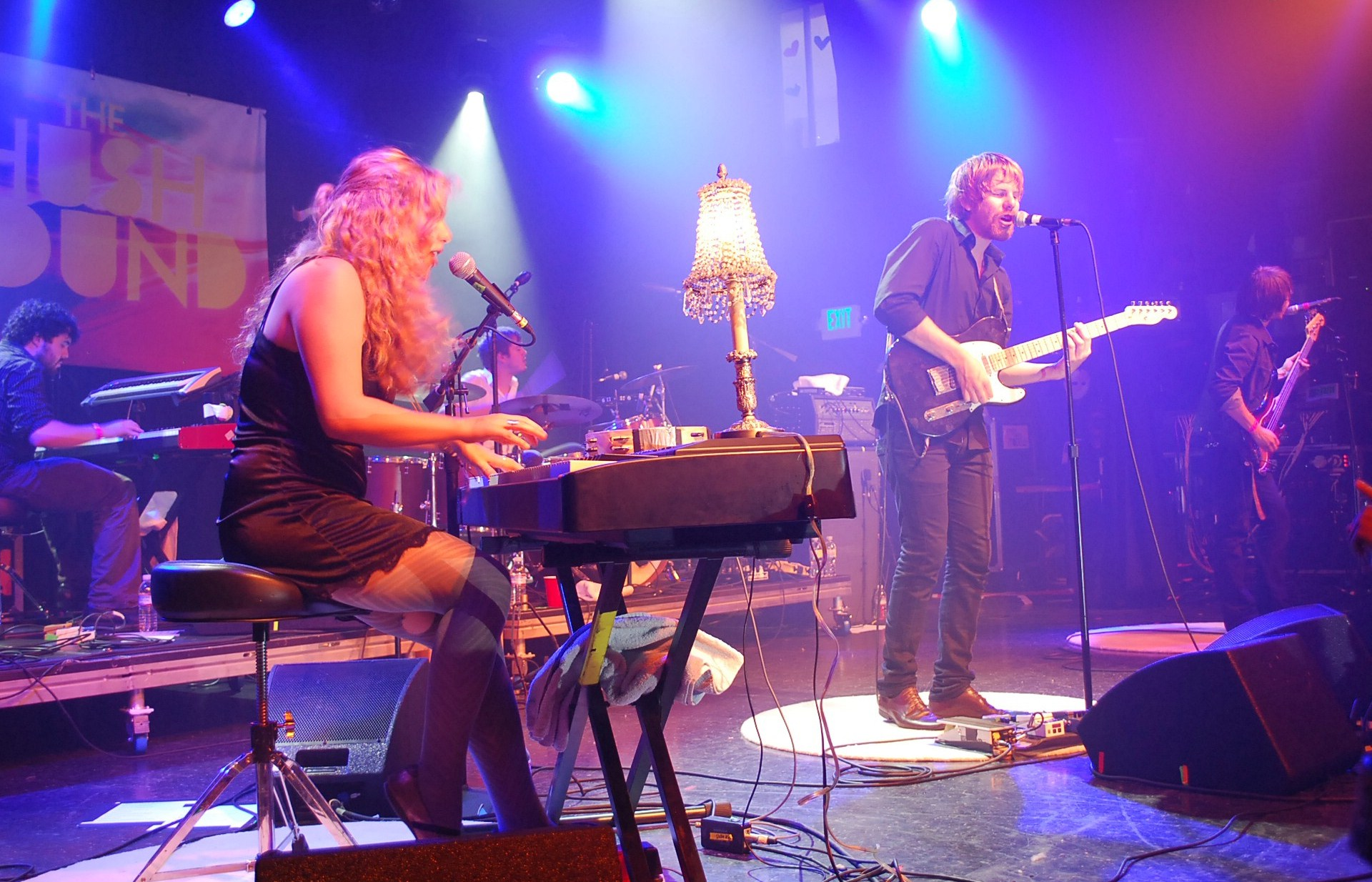
The Hush Sound en concert le 5 août 2008

The Hush Sound est un groupe d'indie pop originaire de Chicago.
Ils ont d'abord été ensemble durant 3 mois, puis ils ont sorti un premier disque (So Sudden) en octobre 2005. Ils se sont mérité l'attention de Pete Wentz, membre de Fall Out Boy et se sont tout de suite mis à écrire leur second album. C'est en juin 2006 qu'il est finalement sorti, se nommant Like Vines. En plus d'avoir fait la première partie de Fall Out Boy et the All-American Rejects, ils sont aussi partis en tournée avec Panic! at the disco.

## Membres officiels
- Bob Morris
- Chris Faller
- Darren Wilson
- Greta Salpeter

## Discographie
- So Sudden (2005)
- Like Vines (2006)
- Goodbye Blues (2008)